# به‌من نگو پسر دیوانه بود
به‌من نگو پسر دیوانه بود یا داستان دیوانه (فرانسوی: Une histoire de fou‎; ارمنی: Խենթ պատմություն) فیلم محصول سال ۲۰۱۵ است به کارگردانی نویسندگی و تهیه‌کنندگی روبر گدیگیان. نخستین نمایش این فیلم در جشنواره فیلم کن ۲۰۱۵ صورت گرفت.

## چکیده داستان
این فیلم به پیامدهای نسل‌کشی ارمنی‌ها می‌پردازد، ابتدا با عملیات نمسیس دهه ۱۹۲۰ از جمله ترور طلعت پاشا در آلمان، سپس با تروریسم سال‌های ۱۹۷۲ تا ۱۹۸۶ (ارتش سری ارامنه برای آزادی ارمنستان یا تکاوران عدالت در نسل‌کشی ارامنه)، عمدتاً از لبنان.
آرام، یک جوان ارمنی‌تبار، می‌خواهد به شصت سال اقدام یا انفعال بدون خشونت جامعه ارمنی و به ویژه خانواده‌اش پایان دهد. سازمانی که او به آن تعلق دارد، در مارسی، او را آموزش می‌دهد تا اولین حمله را در پاریس علیه سفیر ترکیه انجام دهد. در این حمله مرگبار یک دوچرخه سوار فرانسوی به شدت مجروح می‌شود. این تلافات جانبی او را همیشه از نظر روحی آزار می‌دهد.
سپس آرام به بیروت می‌رود و به یک گروه مسلح می‌پیوندد که اهداف آنها به رسمیت شناخته شدن نسل‌کشی ارمنی‌ها با حملات علیه منافع ترکیه است و به جا گذاشتن قربانیان غیرنظامی بیگناه از جمله در حمله به فرودگاه اورنلی (۱۹۸۳) است. او عشق را با یک زن تروریست جوان از همان گروه تجربه می‌کند. اما بتدریج شروع می‌کند به شک و تردید نمودن به اثربخشی این خشونت کورکورانه.
این فیلم از داستان خوزه آنتونیو گوریاران، روزنامه‌نگار اسپانیای الهام گرفته شده‌است که در جریان حمله آسالا (ارتش سری ارامنه برای آزادی ارمنستان) در مادرید در سال ۱۹۸۱، در شب ۲۹ دسامبر ۱۹۸۰ به‌طور اتفاقی مجروح می‌شود. او پس از این حمله با حمله در لبنان با رهبر اسابا ملاقات و از او بازجویی می‌کند و داستان خود را در کتاب زندگی‌نامه خود با عنوان حمله با بمب که در سال ۱۹۸۲ منتشر شد، بازگو می‌کند.

## بازیگران
- سیمون آبکاریان در نقش هوهانس
- آریان آسکارید در نقش آنوش
- گرگوار لوپرنس رانگه در نقش ژیل
- سیروس شهیدی در نقش آرام
- fr:Robinson Stévenin در نقش سوفومون تهلیریان
- سرژ آویدیکیان در نقش آرمناک
- رزان جمال در نقش آناهیت
- سیرو فضیلیان در نقش آرسینه
- امیر ال قاسم در نقش واهه

## یادداشت
1. ↑  Gilles Taurand
2. ↑  Agat Films & Cie
3. ↑  Diaphana Distribution